# La revolución permanente
La revolución permanente es la obra publicada en 1930 que recoge la teoría de León Trotski con el mismo nombre.
Fue publicado por primera vez en 1930 en Alemania, en Idioma ruso por la Oposición de izquierda en la editorial Granit. Ese mismo año fue publicada su traducción al alemán en la editorial Die Aktion y en 1931 la traducción al inglés en Nueva York.
Esencialmente explica la incapacidad de la burguesía contemporánea de los países atrasados para llevar a cabo la revolución democrático-burguesa, debido a factores como su debilidad histórica y su dependencia del capital imperialista. Por tanto, es el proletariado el que debe encabezar la nación hacia la revolución, empezando por las tareas democráticas y continuando por las socialistas. Además, la revolución no puede limitarse a una nación concreta, sino que debe ser internacionalizada porque sólo sobrevivirá si triunfa en los países más avanzados.